# Dimitrios Markos
Dimitrios Markos (grekiska: Δημήτρης Μάρκος), född 13 september 2001 i Aten, är en grekisk simmare.

## Karriär
Vid EM 2024 i Belgrad tog Markos silver på både 400 och 800 meter frisim samt var en del av Greklands lag som tog brons på 4×200 meter frisim.